# Time Will Tell
Time Will Tell ist ein Jazzalbum von Andy Milne und Unison. Die 2023 entstandenen Aufnahmen erschienen am 26. April 2024 auf Sunnyside Records.

## Hintergrund
Milne nahm das Album mit seinem Unison-Trio (John Hébert (Bass) und Clarence Penn am Schlagzeug) auf; es folgt auf das in gleicher Besetzung eingespielte Album The reMission (2020), das bei den Juno Awards 2021 als Jazz-Album des Jahres: Gruppe ausgezeichnet wurde. An jeweils vier Stücken sind auch die Saxophonistin Ingrid Laubrock, mit der Milne schon das Album Fragile (2022) aufgenommen hatte, und die Kotospielerin Yoko Reikano Kimura beteiligt.
Wie das Vorgängeralbum The ReMission sei Time Will Tell Milnes künstlerische Antwort auf lebensverändernde Umstände, notierte Darryl Sterdan. Während The ReMission von seiner Krebsdiagnose, -behandlung und -heilung inspiriert wurde, würde Time Will Tell seine lebenslangen Bemühungen aufzeichnen, die Geschichte seiner leiblichen Familie aufzudecken. Als Kind adoptiert, erwiesen sich seine Bemühungen, eine Verbindung zu seiner leiblichen Familie aufzubauen, lange Zeit als erfolglos – bis 2018 die Schenkung eines DNA-Tests von seiner Frau, der Sängerin La Tanya Hall, alles veränderte.
Eine DNA-Übereinstimmung führte ihn zu seinem ersten Cousin Marc, mit dem er herausfand, dass er einen gemeinsamen Freund hatte. Ironischerweise begannen diese Nachforschungen gerade dann, als die COVID-19-Lockdowns stattgefunden hatten. Im Jahr 2022 traf er schließlich seine leibliche Mutter. „Diese Aufnahme spiegelt einen Teil meiner Expedition wider, bei der ich mich mit den gemischten Gefühlen auseinandersetzte, die mit diesem Identitätsparadoxon verbunden sind. Wie wir uns durch das Leben bewegen und welche Leben wir berühren werden, ist uns unbekannt, obwohl wir uns nach besten Kräften bemühen, einen Weg zu finden“.

## Titelliste
- Andy Milne: Time Will Tell (Sunnyside Records)

1. Purity of Heart
2. Lost and Found
3. Papounet
4. Beyond the Porcelain Door
5. Solotude
6. Kumoi Joshi
7. No Matter What
8. Broken Landscape
9. Lost and Found: Reprise
10. Apart

Die Kompositionen stammen von Andy Milne.

## Rezeption
Andy Milne gehöre zu den Künstlern, die persönliche Umbrüche – ob gute oder schlechte – in Gold verwandeln, schrieb Morgan Enos (London Jazz News). Milne habe mit seinem Trio erneut mit voller Kreativität auf eine umwerfende Situation reagiert und diese Ereignisse in funkelnde, sprudelnde Kunst verwandelt, wobei sein suchendes, schillerndes Pianospiel im Vordergrund steht.